# マンハッタン・ビーチ (行進曲)
『マンハッタン・ビーチ』（英語: Manhattan Beach）は、元アメリカ海兵隊音楽隊隊長のジョン・フィリップ・スーザが作曲した行進曲。 1893年に作曲された。

## 歴史
1893年に作曲された。ニューヨーク州マンハッタンビーチ付近は、海水浴場だけでなくサーカスや劇場などもあり、1840年代からニューヨーク市民のサマーリゾート地として繁栄し、特に1890年代には隆盛を誇っていた。「マンハッタンビーチ・ホテル」オーナーのオースチン・コービンは、かつてギルモアが率いる全米第一のプロフェッショナル吹奏楽団であるギルモア・バンドをこのビーチの人気アトラクションの一つとしていた。しかし、代表のギルモアが兵役についたため、新設のスーザ・バンドにサマーシーズンの公演を依頼した経緯がある。

## 解説
この作品はスーザ自身が「私が初期に書いた作品を基にしたもの」と後に語っている。マンハッタン・ビーチを訪れる行楽客が遠くから近づいてきて、歩き去っていく様子を描写している。この作品が作曲された翌年の1894年に、オースチン・コービンは感謝の気持ちをこめてスーザに豪華なメダルを贈ったと記録に残っている。